# Padéjeva aproksimacija
Padéjeva aproksimácija:182:6 (rácionalna aproksimácija:9–15 ali Padéjev aproksimánt) [padéjev(a) ~] je v matematiki »najboljša« aproksimacija analitične funkcije z racionalno funkcijo danega reda. Na ta način se potenčna vrsta aproksimacije ujema s potenčno vrsto funkcije, ki jo aproksimira. Tehniko in splošno teorijo je razvil okoli leta 1890 Henri Eugène Padé, njene zametke pa se lahko zasledi že pri Ferdinandu Georgu Frobeniusu, ki je uvedel zamisel in raziskal značilnosti racionalnih aproksimacij potenčnih vrst, ter tudi pri drugih matematikih.
Padéjeva aproksimacija po navadi daje boljšo aproksimacijo funkcije, kot pa krajšanje njene Taylorjeve vrste, in še vedno velja tam kjer Taylorjeva vrsta ne konvergira. Zaradi tega se Padéjeve aproksimacije veliko uporabljajo pri računalniškem izračunavanju. Uporabili so jih tudi kot pomožne funkcije v teoriji diofantskih približkov in transcendentni teoriji števil, čeprav ostre rezultate v nekem smislu tipično nadomeščajo ad hoc metode, ki jih je navdihnila Padéjeva teorija.

## Definicija
Za dano realno funkcijo f realnega argumenta x, razvito v Taylorjevo vrsto:
{\displaystyle f(x)=\sum _{i=0}^{\infty }c_{i}x^{i}\!\,,}
kjer so {\displaystyle c_{i}\,} koeficienti vrste, in dve celi števili m ≥ 0 in n ≥ 1 je Padéjeva aproksimacija reda [m/n] racionalna funkcija:
{\displaystyle R(x)={\frac {P(x)}{Q(x)}}={\frac {\sum _{j=0}^{m}a_{j}x^{j}}{1+\sum _{k=1}^{n}b_{k}x^{k}}}={\frac {a_{0}+a_{1}x+a_{2}x^{2}+\cdots +a_{m}x^{m}}{1+b_{1}x+b_{2}x^{2}+\cdots +b_{n}x^{n}}}\!\,,}
kar se ujema z f(x) do najvišjega možnega reda, kar da:
{\displaystyle {\begin{array}{rcl}f(0)&=&R(0)\\f'(0)&=&R'(0)\\f''(0)&=&R''(0)\\&\vdots &\\f^{(m+n)}(0)&=&R^{(m+n)}(0).\end{array}}\!\,}
Če se R(x) razvije v Maclaurinovo vrsto (Taylorjevo vrsto v točki 0), bodo njeni prvi m + n členi izničili prve m + n člene funkcije f(x), tako da je razlika:
{\displaystyle f(x)-R(x)=c_{m+n+1}x^{m+n+1}+c_{m+n+2}x^{m+n+2}+\cdots =O\left(x^{m+n+1}\right)\!\,.}
Padéjeva aproksimacija je za dani števili m in n, če obstaja, enolična, koeficiente {\displaystyle a_{0},a_{1},\dots ,a_{m},b_{1},\dots ,b_{n}\,} pa se lahko enolično določi. To izhaja iz enoličnosti, da je bil člen ničelnega reda pri imenovalcu R(x) izbran enak 1 ({\displaystyle Q(0)=1\,}, {\displaystyle b_{0}=1\,}), drugače bi bila števec in imenovalec R(x) enolična le do množenja s konstanto in se ju lahko deli s številom {\displaystyle b_{0}=1\,}. Zaradi tega ima racionalna funkcija {\displaystyle R(x)\,} m + n + 1 neznanih koeficientov.
Na ta način definirana Padéjeva aproksimacija se označuje tudi kot:
{\displaystyle [m/n]_{f}(x)\!\,} ali kar {\displaystyle [m/n]\!\,,}
{\displaystyle R_{N,M}(x),\;R_{n,m}(x)\!\,,}
{\displaystyle f_{N,M}(x)\!\,,}
ali kot:
{\displaystyle f^{[N,M]}(x)\!\,.}

## Računanje
Za dani x se lahko Padéjeva aproksimacija izračuna z Wynnovim algoritmom epsilon in tudi z drugimi transformacijami zaporedij iz delnih vsot:
{\displaystyle T_{N}(x)=c_{0}+c_{1}x+c_{2}x^{2}+\cdots +c_{N}x^{N}\!\,}
Taylorejeve vrste za funkcijo f. Tako je:
{\displaystyle c_{k}={\frac {f^{(k)}(0)}{k!}}\!\,.}
f je lahko tudi formalna potenčna vrsta in zaradi tega se lahko Padéjeve aproksimacije uporabijo tudi pri seštevanju divergentnih vrst.
En način računanja Padéjeve aproksimacije je prek razširjenega Evklidovega algoritma za polinomski največji skupni delitelj (gcd). Zveza:
{\displaystyle R(x)={\frac {P(x)}{Q(x)}}=T_{m+n}(x){\text{ mod }}x^{m+n+1}\!\,}
je enakovredna obstoju takšnega faktorja K(x), da velja:
{\displaystyle P(x)=Q(x)T_{m+n}(x)+K(x)x^{m+n+1}\!\,,}
kar se lahko predstavi kot Bézoutova enakost enega koraka v računanju razširjenega gcd za polinoma {\displaystyle T_{m+n}(x)} in {\displaystyle x^{m+n+1}}.
Če se želi izračunati največji skupni delitelj dveh polinomov p in q, je treba izračunati zaporedje ostanka z dolgo delitvijo:
{\displaystyle r_{0}=p,\;r_{1}=q,\quad r_{k-1}=q_{k}r_{k}+r_{k+1}\!\,,}
kjer je k =1, 2, 3, ... z {\displaystyle \deg r_{k+1}<\deg r_{k}\,}, dokler ni {\displaystyle r_{k+1}=0}. Za Bézoutove identitete razširjenega gcd je treba sočasno izračunati dve polinomski zaporedji:
{\displaystyle u_{0}=1,\;v_{0}=0,\quad u_{1}=0,\;v_{1}=1,\quad u_{k+1}=u_{k-1}-q_{k}u_{k},\;v_{k+1}=v_{k-1}-q_{k}v_{k}\!\,,}
da se v vsakem koraku dobi Bézoutova identiteta:
{\displaystyle r_{k}(x)=u_{k}(x)p(x)+v_{k}(x)q(x)\!\,.}
Za aproksimacijo [m/n] je tako treba izvesti razširjeni Evklidov algoritem za:
{\displaystyle r_{0}=x^{m+n+1},\;r_{1}=T_{m+n}(x)\!\,}
in ga zaključiti takoj, ko ima {\displaystyle v_{k}} stopnjo n ali manjšo.
Tedaj polinoma {\displaystyle P=r_{k},\;Q=v_{k}} predstavljata Padéjevo transformacijo [m/n]. Če bi se izračunali vsi koraki razširjenega gcd, bi se dobila antidiagonala Padéjeve tabele.

## Riemann-Padéjeva funkcija zeta
Pri raziskovanju ponovnega seštevanja divergentne vrste, na primer vrste:
{\displaystyle \sum _{z=1}^{\infty }f(z)\!\,,}
je lahko uporabno, če se uvede Padéjeva ali preprosto racionalna funkcija zeta kot:
{\displaystyle \zeta _{R}(s)=\sum _{z=1}^{\infty }{\frac {R(z)}{z^{s}}}\!\,,}
kjer je:
{\displaystyle R(x)=[m/n]_{f}(x)\!\,}
Padéjeva aproksimacija reda (m, n) funkcije f(x). Vrednost regularizacije zeta v s = 0 je vsota divergentne vrste.
Funkcijska enačba takšne Padéjeve funkcije zeta je:
{\displaystyle \sum _{j=0}^{n}a_{j}\zeta _{R}(s-j)=\sum _{j=0}^{m}b_{j}\zeta _{0}(s-j)\!\,,}
kjer so aj in bj koeficienti Padéjeve aproksimacije. Indeks '0' pomeni, da je red Padéjeve apoksimacije enak [0/0] in zaradi tega gre za Riemannovo funkcijo zeta.

## Padéjeva metoda DLog
S Padéjevimi aproksimacijami se lahko povzamejo kritične točke in eksponenti funkcij. Če se funkcija f(x) v termodinamiki obnaša na neanalitični način blizu točke x = r kot {\displaystyle f(x)\sim \left|x-r\right|^{p}}, se x = r imenuje kritična točka, p pa pridruženi eksponent f. Če je znano dovolj členov razvoja v vrsto f, se lahko približno povzamejo kritične točke in kritični eksponenti iz polov in ostankov Padéjevih aproksimacij {\displaystyle \left[n/n+1\right]_{g}\left(x\right)\,}, kjer je {\displaystyle g={\frac {f'}{f}}\,}.

## Posplošitve
Padéjeva aproksimacija je približek funkcije ene spremenljivke. Aproksimacija funkcije dveh spremenljivk se imenuje Chisholmova aproksimacija, več spremenljivk pa canterburyjska aproksimacija.

## Zgledi
sin(x)
{\displaystyle \sin(x)\approx {\frac {(12671/4363920)x^{5}-(2363/18183)x^{3}+x}{1+(445/12122)x^{2}+(601/872784)x^{4}+(121/16662240)x^{6}}}}
exp(x)
{\displaystyle \exp(x)\approx {\frac {1+(1/2)x+(1/9)x^{2}+(1/72)x^{3}+(1/1008)x^{4}+(1/30240)x^{5}}{1-(1/2)x+(1/9)x^{2}-(1/72)x^{3}+(1/1008)x^{4}-(1/30240)x^{5}}}}
JacobiSN(z, 3);
{\displaystyle \mathrm {sn} (z|3)\approx {\frac {-(9853969/39583665)z^{5}-(1493060/2638911)z^{3}+z}{1+(968375/879637)z^{2}-(1167506/7916733)z^{4}+(867043/2159109)z^{6}}}}
BesselJ(5, x)
{\displaystyle J_{5}(x)\approx {\frac {-(107/28416000)x^{7}+(1/3840)x^{5}}{1+(151/5550)x^{2}+(1453/3729600)x^{4}+(1339/358041600)x^{6}+(2767/120301977600)x^{8}}}}
erf(x)
{\displaystyle \mathrm {erf} (x)\approx {\frac {(2/15)\cdot (49140x+3570x^{3}+739x^{5})}{{\sqrt {\pi }}\cdot (165x^{4}+1330x^{2}+3276)}}}
FresnelC(x)
{\displaystyle C(x)\approx {\frac {(1/135)\cdot (990791x^{9}\pi ^{4}-147189744x^{5}\pi ^{2}+8714684160x)}{(1749\pi ^{4}x^{8}+523536\pi ^{2}x^{4}+64553216)}}}
Polytrope(n=3,z) 
{\displaystyle w_{3}(z)\approx {\frac {1-z^{2}/108+z^{4}/45360}{1+(17/108)z^{2}+z^{4}/1008}}}